# 卡馬納區

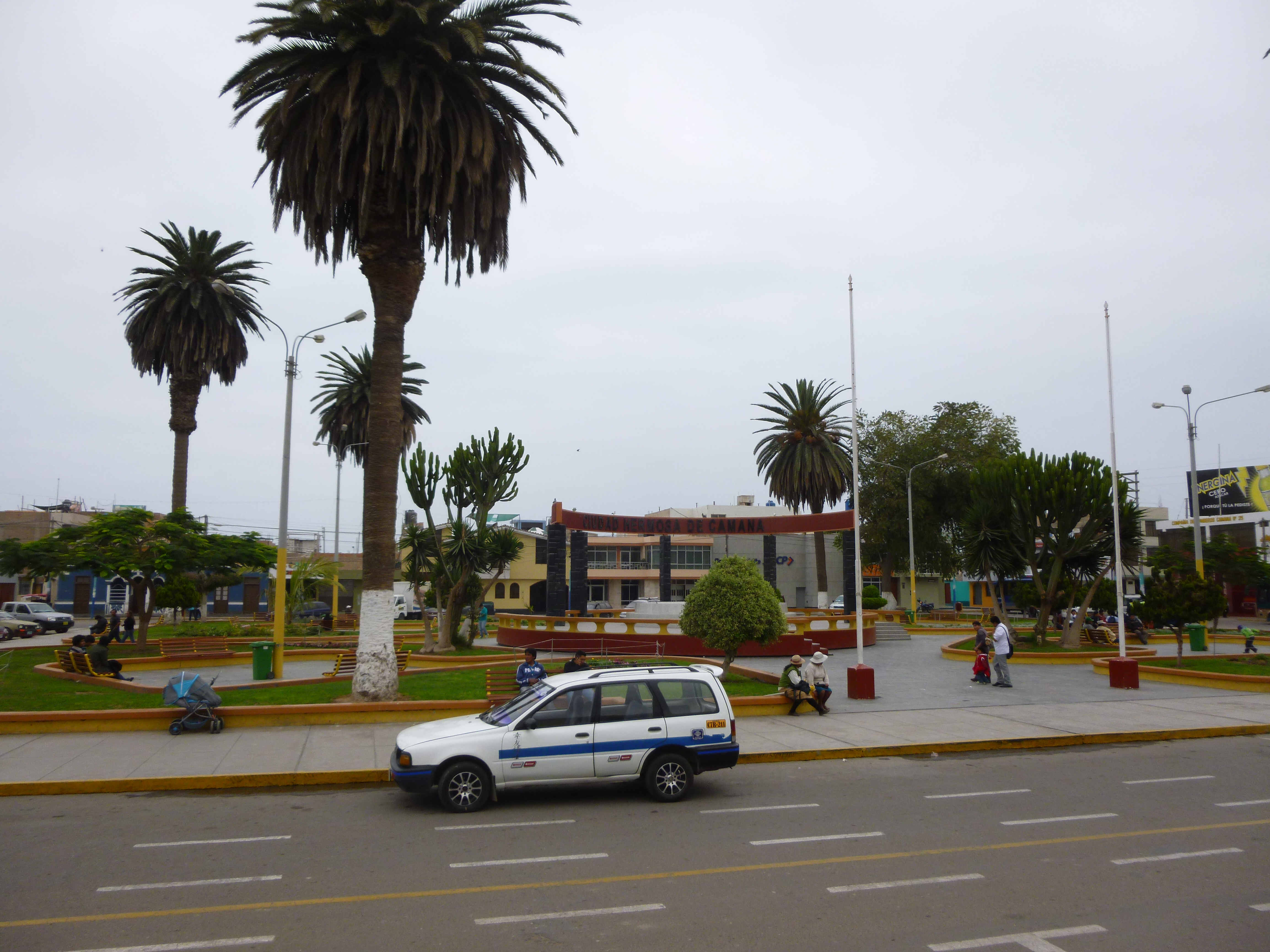

卡馬納區（西班牙語：Distrito de Camaná），是秘魯的一個區，位於該國南部阿雷基帕大區的卡馬納省，面積11.67平方公里，海拔高度12米，2005年人口14,043，人口密度每平方公里1,200人。